# Phileine zegt sorry
Phileine zegt sorry is een Nederlands-Amerikaanse speelfilm uit 2003 van Robert Jan Westdijk naar de gelijknamige roman van Ronald Giphart. De film is in het Engels bekend als Phileine Says Sorry.
De film speelt zich deels in Utrecht af en deels in New York. Phileine woont in Utrecht in een huisje naast de Dom.
De vechtscène met haar ex-vriendje in de film heeft Kim van Kooten (actrice die Phileine speelt) zelf gedaan.

## Verhaal
Het begint met een terugblik naar het moment waarop Max (het vriendje van Phileine en de hoofdpersoon) vertelt dat hij naar New York vertrekt om zich daar bij een toneelgroep te voegen en een productie uit te voeren van Romeo en Juliet. Dan komt er een tijdsprong waarna Phileine een ticket koopt en achter haar vriendje aan naar New York gaat omdat ze hem mist.
In het vliegtuig ontmoet ze een Amerikaans echtpaar: Fabian en Lena, die brengen haar per limousine naar het huis van Max. Ze krijgt dan ook het telefoonnummer van Fabian zodat ze hem kan bellen tijdens haar verblijf en hij haar een rondleiding kan geven. Ze komt bij Max’ huis aan en ontmoet dan zijn vrienden: de bebrilde Jules, de zieke Leonard, de Vlaamse Gulpje, de verschrikkelijke Joanna en weerman L.T. (Louis Theodore). Wanneer Max thuiskomt gaan ze uiteraard meteen uitgebreid 'regen en wind maken' (met elkaar naar bed). Nog diezelfde avond wordt er een welkomstfeestje gehouden, maar vanwege alle nieuwe indrukken drank en vermoeidheid gaat ze maar vroeg slapen.
‘s Ochtends vindt ze een briefje van Max dat hij al vroeg weg moest om te repeteren en dat ze voorzichtig moest zijn en dat ze vanavond wel uit eten zouden gaan. Ze leert Gulpje kennen en al gauw besluiten ze vriendinnen te worden en gaan lunchen. Na de lunch belt ze Fabian op voor een rondleiding. Tijdens die rondleiding wordt Fabian een beetje persoonlijk maar Phileine herinnert hem eraan dat hij een vrouw heeft.
Die avond, die eigenlijk met Max zou zijn, heeft ze met de vrienden van Max doorgebracht omdat zijn generale repetitie uit was gelopen, maar ze heeft zich wel vermaakt met Gulpje. Dit ging uiteraard wel ten koste van anderen, want zowel Phileine als Gulpje zijn goed van de tongriem gesneden en mogen graag anderen (Jules, Benny en Marc) afzeiken.
Op dag twee woont Phileine de première bij van Romeo-n-Juliet, het stuk waar Max in speelt en waar hij al ruim een jaar mee bezig is. Phileine gaat naar de voorstelling met Gulpje, Jules en het homopaar Benny en Marc, die een deur verderop wonen. Het toneelstuk laat de seksuele kant van de maatschappij zien. Het wordt dus naakt gespeeld en laat vrij- en zelfbevredigingsscènes zien. Een deel van het publiek is na de pauze zo gechoqueerd dat ze dingen gaan roepen en de zaal verlaten. Ook Phileine vindt dit heel moeilijk om naar te kijken en terwijl ze geschokt en verbaasd zit te kijken blijft ze wel zitten en maakt geen oproer in de zaal. Zo ziet ze dat Max en Joanna een seksscène spelen die zo realistisch is dat zowel Joanna als Max on stage klaarkomen.
Op de afterparty probeert ze uitleg te krijgen over wat er allemaal gebeurd is. Ze vraagt dit na bij zowel Max als de regisseur Reginald. Dit lukt niet helemaal. Max en zij krijgen ruzie. Die wordt uiteindelijk bijgelegd in de kroeg. De volgende dag gaat ze na het opstaan met Gulpje lunchen in Gulpjes stamrestaurant, waar het verhaal gaat dat er een scène uit When Harry Met Sally... is opgenomen: de scène waarin Sally midden in de zaak een neporgasme had voorgedaan. Omdat Phileine en Gulpje aandacht krijgen van twee mannen willen ze een grapje met hen uithalen en nodigen zij ze bij hen aan tafel. Ze zetten hierna de act op en beginnen zachtjes met hijgen en kreunen. Aanvankelijk wordt het grappig gevonden, maar Phileine en Gulpje gillen, hijgen en kreunen de hele zaak bij elkaar. Nu wordt het gênant en ze worden het restaurant uitgezet.
Ze komen even later Jules tegen en krijgen een gesprek over sexual harrassement bij mannen.
Na een beledigende opmerking van Phileine vertrekt Jules. Pas dan komt ze erachter dat Jules geen zij is maar een hij. Phileine en L.T., de vriend van Joanna de verschrikkelijke, gaan met zijn motorboot het water op, waar ze met elkaar naar bed gaan uit 'wraak' voor de escapade tussen Joanna en Max.
De vierde dag probeert Phileine het huis maar te ontlopen na een wat mindere actie die ze had gemaakt naar Leonard. Gulpje en zij gaan dan naar een kroeg om wat te gaan drinken op de kosten van Gulpjes vader. Als ze al wat op hebben komt L.T. binnen en na een tijdje besluiten ze om op korte termijn de laatste uitvoering van de voorstelling ook bij te wonen. Dit doen ze.
Dit wordt echter een zeer grote klap als ze van achter uit de zaal zien dat Max en Joanna nog verder gaan dan zij de eerste keer hebben gezien. Max staat op het punt Joanna on stage te penetreren.
Dit pikt Phileine niet en ze maakt een enorme toestand. Max probeert zich zwakjes te verdedigen dat het slechts een toneelstuk is, maar Phileine krijgt het publiek aan haar zijde en de toneelspelers gaan vreselijk af. Phileine wil niet terug met Max naar huis en belandt bij Fabian en daar brengt ze de nacht door.
De dag na de grote heisa staan alle kranten vol met wat er afgelopen nacht is gebeurd en Phileine wordt gevraagd voor een aantal programma’s en ze gaat naar David Letterman waar ze zijn show overneemt. Het publiek gaat voor haar. Ze krijgt hier geld voor zodat ze de volgende nacht kan slapen in een hotel. Vanuit dat hotel belt ze nog even haar moeder en probeert haar Nederlandse vriendinnen te bereiken, maar die zijn op jongensjacht. De volgende dag staat Max voor de deur en omdat ze niet vrijwillig mee wil wordt ze op zijn rug meegenomen.
Nadat ze het weer hebben uitgepraat gaan ze naar het aids-gala, maar er hangt daar een zeer vijandelijke sfeer tussen haar en de anderen. Met uitzondering van Gulpje heeft ze namelijk iedereen wel een keer beledigd of afgekamd. Zelfs Max is nu weer woedend op haar omdat hij van Joanna heeft gehoord dat ze het met L.T. in het bootje heeft gedaan.
Uiteindelijk beseft ze waarom iedereen boos op haar is, en dan komt haar toespraak waarin ze sorry zegt tegen iedereen die ze heeft lastiggevallen. Ze eindigt met: "Sorry dat ik besta."

## Hoofdrolspelers
- Kim van Kooten - Phileine
- Michiel Huisman - Max
- Hadewych Minis - Gulpje
- Tara Elders - Lala
- Kenan Raven -  LT
- Mads Wittermans - Christiaan
- Leona Philippo - Joanne
- Liesbeth Kamerling - Fleur
- Roeland Fernhout - Jules
- Kurt Rogiers - Reginald

## Prijzen
- Gouden Kalf voor beste actrice (Kim van Kooten), beste camera, beste montage en beste sound design
- Nominaties Gouden Kalf: beste acteur (Michiel Huisman), beste regie, beste lange speelfilm, beste scenario en beste production design
- Gouden film: 100.000 bezoekers

1896-1909 · 1910-19 · 1920-29 · 1930-39 · 1940-49 · 1950-59 · 1960-69 · 1970-79 · 1980-89 · 1990-99 · 2000-09 · 2010-19
· 2020-29